# Gemma Galgani
(Gemma Galgani)
Gemma Galgani (Capannori, 12 marzo 1878 – Lucca, 11 aprile 1903) è stata una mistica e veggente italiana, legata particolarmente all'ordine dei passionisti, al quale peraltro mai appartenne, ma alla cui spiritualità fu sempre conforme.
Morta a soli 25 anni, fu beatificata nel 1933 da papa Pio XI e canonizzata da papa Pio XII nel 1940. La sua memoria liturgica è, universalmente, l'11 aprile, giorno della sua morte, sebbene venga ricordata dall'ordine passionista e dall'arcidiocesi di Lucca il 16 maggio.
Nata Gemma Umberta Maria Galgani nel 1878 a Camigliano frazione del comune di Capannori, rimase orfana della madre a sette anni. Cresciuta con il padre e i fratelli a Lucca, studiò presso le Suore Oblate dello Spirito Santo fino al giorno in cui, a causa di un fallimento, la sua famiglia perse ogni avere e si trasferì in una povera abitazione in via del Biscione (poi diventata via Santa Gemma Galgani). Lì Gemma Galgani affermò di aver ricevuto le stigmate.
Rifiutata dai monasteri della città, venne adottata dalla ricca famiglia Giannini che le offrì vitto e alloggio nella propria casa, per circa quattro anni, in via del Seminario a Lucca. Lì Gemma visse gli ultimi anni della sua giovane vita, assistita spiritualmente da monsignor Volpi, suo confessore, e dal passionista Germano Ruoppolo, che in seguito scrisse la sua prima biografia.
Affetta da tubercolosi, per prevenzione venne allontanata dall'abitazione dei Giannini e condotta in una casa vicina, in via della Rosa, dove morì a 25 anni. Dopo la sua morte cominciò l'edificazione di un monastero di passioniste a Lucca, come ella aveva ardentemente desiderato e dove riposano le sue spoglie.
Molta importanza ebbe negli ultimi anni della sua esistenza la vicinanza del passionista Germano Ruoppolo, al secolo Vincenzo, il quale non solo tessé un rapporto intimo e intenso con Gemma, che sovente lo appellava "babbo, babbo mio", ma ne fu poi unico, energico e persuadente postulatore per la beatificazione, di contro alle riluttanze del Volpi.

## Biografia

### Origini e famiglia

#### Antenati
Sulla sua famiglia abbiamo notizie sin dal 1257, si ricorda difatti come "custode dei decreti" un certo Ubaldo Galgani, probabilmente originario di Pescaglia, paese della Media Valle del Serchio, 15 km a nord di Lucca, dove troneggia un palazzo del Quattrocento circa di proprietà dei Galgani. Quel che sappiamo di certo, attestato da un gran numero di documenti, è che la famiglia Galgani, in principio formata da uomini d'arme, si distinse per il suo contributo nella scienza medica, un largo numero dei suoi appartenenti era difatti legato al catalogo di medici e chirurghi lucchesi come il nonno di Gemma, il suo bisavolo e il padre stesso.

#### Carlo Galgani, il nonno
Del nonno Carlo sappiamo che fu medico valente e che, dopo il matrimonio con Margherita Orsini, visse gli anni di gioventù con la moglie presso la sua casa a Porcari, in provincia di Lucca, dove nacquero i suoi cinque figli: Carolina, che a Camaiore accolse Gemma dopo la morte del padre; Maurizio, capitano-medico e successore del padre nella direzione di Porcari, che consigliò al fratello il nome da dare alla futura santa; Elisa, grazie alla quale possediamo un gran numero di notizie sulla vita della nipote; Enrico, suo padre; ed Elena ricordata con la sorella come "zie buone, religiose e affezionate".
In quei luoghi, spesso devastati da febbri malariche e colera, Carlo Galgani si prodigò nell'assistenza ai malati scrivendo parecchi opuscoli, destinati sia ai dotti sia agli umili, cercando quanto possibile di diffondere le giuste prevenzioni affinché il colera, che nel 1854 sterminò la popolazione locale, risparmiasse il maggior numero di vite. Diede un così grande aiuto alla gente di Porcari e dei paesi vicini che esiste una "Via Galgani" a lui dedicata.
I suoi scritti lo ricordano come un cattolico devoto e pio, esperto di latino, dello studio dei classici e della Bibbia, fedele non solo al Papa, sul quale scrisse un'elegia in uno dei suoi opuscoli, ma anche alla sua patria, come dimostrato dal fatto che ordinò al figlio Enrico di dare come secondo e terzo nome alla quintogenita Gemma i nomi di Umberta e Pia, in onore di Umberto I che regnava da soli due mesi e di Pio IX morto appena un mese prima della nascita della santa.

#### I genitori
Enrico Galgani, padre di Gemma, era nativo di Porcari, penultimo figlio di Carlo e Margherita, condusse i suoi studi di Chimica farmaceutica all'Università di Pisa. Per breve tempo svolse la sua attività presso la casa del padre ma si trasferì presto a Borgo Nuovo, sulla via di Pescia, con la moglie Aurelia Landi di S. Gennaro, sposata il 25 maggio 1868. Della moglie conosciamo la data di nascita, 27 agosto 1846, e il nome dei genitori, Pietro Landi e Maria Anna Francesconi, battezzata con i nomi di Aurelia Benedetta. 

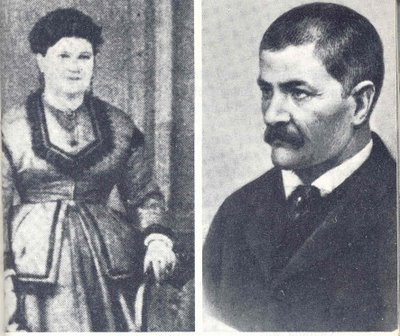
Aurelia Landi e Enrico Galgani, genitori di Gemma Galgani

 La loro era una famiglia benestante, possedeva ville e servitù, i figli vennero tutti educati nelle migliori scuole, i maschi divennero per la maggior parte medici, sulle orme del padre, che a Borgo Nuovo aveva aperto una propria farmacia. Enrico Galgani viene descritto come un uomo pio e devoto, ma debole, non forte di carattere, spesso troppo clemente con i servi e i figli, che amava molto, in particolar modo Gemma e Gino, come la santa stessa ricorda. La sua indole piuttosto mite e la sua ingenuità negli affari gli causò la grave angustia finanziaria che portò al lastrico la sua famiglia dopo la morte prematura della moglie.

#### I fratelli
I coniugi Galgani, in 18 anni di matrimonio, ebbero otto figli, cinque maschi e tre femmine: Carlo, Guido, Ettore, Gino, Tonino, Angelina, Giulietta e Gemma.
Carlo, il primogenito, nacque a Porcari nella casa dei nonni paterni, il 2 novembre 1869. Sappiamo che morì assai piccolo, compianto dal nonno che in suo onore scrisse una lunga preghiera.
Guido, il secondogenito, nacque a Borgo Nuovo il 30 maggio 1871. Come il padre frequentò la facoltà di chimica farmaceutica presso l'Università di Pisa dove conseguì la laurea. Prostrato dagli anni di estrema povertà, a seguito del fallimento del padre, riuscì a trovare un impiego come farmacista presso l'ospedale civile di Lucca, riuscendo così a sostentare, per quanto possibile, i numerosi fratelli. Nel 1899 si sistemò economicamente, ottenendo una farmacia a San Giuliano Terme e sposando Assunta Brogi il 26 ottobre dello stesso anno. Gemma ebbe non pochi problemi con il fratello durante gli anni di povertà, giungendo perfino a essere colpita violentemente su un occhio durante un eccesso di rabbia, mentre il giorno del matrimonio la cognata la cacciò dai festeggiamenti per l'abito dimesso con cui vi si era recata. Comunque sia, sappiamo dalle lettere di Gemma che i rapporti con il fratello si acquietarono qualche anno dopo e che parecchie volte ella si recò a visitarli a San Giuliano Terme. Morì di cancro al fegato prima che la sorella fosse beatificata.
Ettore, terzogenito, nacque a Borgo Nuovo il 21 marzo 1873. Di lui sappiamo molto poco poiché, dopo il fallimento paterno, si trasferì in Brasile. Nel 1922 sposò con rito religioso la donna con la quale aveva contratto soltanto nozze civili e dalla quale aveva avuto due figli. Morì nel 1927. Gemma, presso i Giannini, lo ricordava sempre nei pochi momenti in cui parlava della sua famiglia.
Gino, di due anni più grande di Gemma, fu quello a cui la santa fu senza dubbio più legata. Nato il 5 giugno 1876 a Borgo Nuovo, veniva denominato lo "zoppino" a causa di una deformazione al piede. Divenuto seminarista, frequentava il Seminario Decanale di San Michele in Foro. Morì di tisi, come la madre, l'11 settembre 1894 ad appena 18 anni, prima di divenire sacerdote. Per la sorella fu un grave colpo e a stento essa riuscì a sopravvivergli.
Tonino, sestogenito dopo Gemma, fu il primo a nascere a Lucca il 14 marzo 1880. Anche lui come i fratelli si preparava a studiare per conseguire la laurea in chimica farmaceutica, ma si ammalò di tisi; lavorò per qualche tempo presso il deposito di prodotti chimici dei Giannini morendo poco tempo dopo, a soli 22 anni il 21 ottobre 1902, un anno prima della sorella.
Angelina, seconda figlia di casa Galgani, è colei che più di tutti osteggiò la sorella. Sono parecchi gli episodi che la vedono oltraggiare, percuotere e deridere Gemma: si narra che un giorno, avendola la futura santa ammonita perché affacciata alla finestra, questa, voltandosi, di scatto la prese per i capelli e solo l'intervento della zia riuscì a placarla. Un'altra volta essa invitò le compagne in casa per deridere la sorella che pregava in estasi nella sua camera. Quando Gemma si stabilì presso i Giannini anche lei decise di cambiare residenza e trasferirsi presso la famiglia Bocchimpane. Gli altri fratelli, in particolare Guido, la ricordano come irrequieta e dalla condotta non sempre esemplare; perfino il Tribunale ecclesiastico di Pisa, nel 1922, fu costretto a respingere la sua deposizione come dubbia e inutile. Il cardinale Pietro Maffi, uno dei responsabili per il processo di canonizzazione di Gemma, ricorda che Angelina per vivere, cominciò a vendere reliquie della sorella, sfruttando la sua fama di santità. Morì a Lucca l'11 agosto 1953.

### Infanzia
Gemma Galgani nacque a Borgonuovo, una località di Camigliano, frazione di Capannori, in provincia di Lucca, da Enrico Galgani, farmacista, e Aurelia Landi il 12 marzo 1878 alle ore 18:30, discendente di una delle più antiche famiglie lucchesi. La casa natale sorge lungo la via Pesciatina a circa 12 km dalla città. Una piccola lapide ricorda l'evento; la camera dove nacque Gemma è stata trasformata in cappella e l'intero edificio in Orfanotrofio.
Il giorno seguente la nascita fu battezzata da don Pietro Quilici, parroco di San Michele, nella frazione di Camigliano. Nell'archivio parrocchiale si legge:
«A dì 13 marzo 1878, Gemma Umberta Pia di Enrico di Carlo Galgani di Porcari, dimorante a Camigliano, e di Aurelia Landi, legittimi coniugi, nacque il 12 del suddetto mese alle ore 6 e 30 pomeridiane; fu battezzata da me sottoscritto, essendo commare Orsola Massei, levatrice di Segromigno, secondo il rito di S. Madre Chiesa».

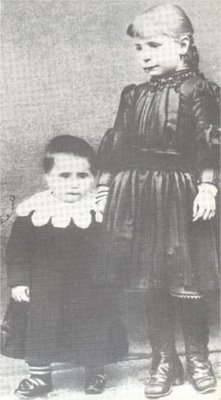
Gemma Galgani a 7 anni con la sorella Angelina

Riguardo alla scelta del primo nome esiste un interessante aneddoto citato dalla maggior parte dei biografi della santa: il nonno Carlo, come già detto, volle che la nascitura si chiamasse Umberta Pia, in onore del re appena salito al trono e del papa defunto. Lo zio paterno, Maurizio, aveva scelto invece il primo nome, Gemma, nome che alla madre Aurelia non piacque poiché, secondo quanto ella sapeva, non esistevano santi in paradiso con tal nome. La signora Galgani si convinse solo dopo l'intervento del parroco, don Olivo Dinelli di Gragnano, che augurò alla madre che la figlia davvero potesse divenire santa e coprire così quel posto vuoto in paradiso.
Appena un mese dopo la nascita, nell'aprile del 1878, i Galgani si trasferirono a Lucca in via de' Borghi, dove qualche anno dopo nacquero Tonino, Angelina e Giulia. Il padre sperava così di ottenere maggior profitto economico nell'acquisto di un negozio farmaceutico e poter facilitare l'istruzione dei figli, non essendovi scuole di prestigio a Capannori.
Nel 1880, a due anni, la piccola Gemma cominciò a frequentare l'asilo privato delle sorelle Elena ed Ersilia Vallini, in piazza San Francesco. Esse testimoniarono che la bambina mostrò sin dalla prima infanzia una particolare devozione e uno spirito di preghiera assai sviluppato, nonché una mente arguta e sveglia: «...mostrò sviluppato l'uso della ragione ed un'intelligenza precoce, perché potemmo insegnarle subito le orazioni che duravano venticinque minuti senza mai annoiarsi.» Contemporaneamente alle sorelle Vallini, insegnava catechismo a Gemma e al fratello Gino un'amica di famiglia, Isabella Bastiani, mentre la madre e l'educatrice Carlotta Landucci si dedicavano principalmente ad impartirle le prime devozioni, a leggere e a scrivere. Questo fra il 1884 e il 1885. Padre Germano Ruoppolo, suo futuro padre spirituale, scrisse in seguito, su testimonianze autorevoli, che già a cinque anni la bambina sapeva leggere alla perfezione il breviario per l'ufficio della Madonna e dei defunti.

#### La morte della madre
La salute già cagionevole di Aurelia Landi peggiorò decisamente, affetta da tisi fu costretta a rimanere a letto fino alla morte, riuscendo ad alzarsi solo in casi eccezionali. Per i familiari fu un grave colpo poiché i figli erano ancora in tenera età e i medici ormai davano per certa la sua morte. Nella sua Autobiografia, scritta per ordine di padre Germano, ella ricordava ancora con vivo dolore quei terribili momenti, dovendo prepararsi al sacramento della Cresima costrinse perfino una suora a farle catechismo presso il capezzale della madre poiché non voleva allontanarsi da lei, temendo che morisse da un momento all'altro.
Il 26 maggio 1885, nella chiesa di San Michele in Foro le venne conferito il sacramento della Cresima da mons. Nicola Ghilardi, arcivescovo di Lucca. Dopo la funzione, avvenuta il martedì dopo la Pentecoste, mentre la zia Elena partecipava alla messa, Gemma avvertì per la prima volta nella sua vita quella che in teologia mistica viene denominata Locuzione interiore, una voce interiore:
«Tutto ad un tratto una voce al cuore mi disse: "Me la vuoi dare a me la mamma?": "Sì- risposi- ma se mi prendete anche me". "No- mi ripeté la solita voce- dammela volentieri la mamma tua. Tu ora devi rimanere con il babbo. Te la condurrò in Cielo, sai? Me la dai volentieri?". Fui costretta a rispondere di sì.».
Per consiglio dei medici i bambini vennero presto allontanati dalla madre che morì il 17 settembre 1886 in via de' Borghi n.68. Gemma si trovava in quei mesi presso la casa degli zii materni, Antonio ed Elena Landi, a San Gennaro (frazione di Capannori). Lì, dove venne condotta dal padre, spaventato che anche lei potesse cadere malata, due mesi dopo la cresima, ricevette la notizia della morte della madre. Sua zia Elena, ricordando il fatto, disse con enfasi drammatica che la bambina in un primo momento non volle credere al fatto, rimanendo a fissarla immobile. Tornò in famiglia nel Natale del 1886.

#### Gli anni scolastici
Poco dopo il ritorno a casa, Enrico Galgani decise di far riprendere gli studi alla figlia conducendola dapprima alla scuola delle signorine Mencacci e in seguito a quella Comunale con la maestra Barbara Poli, all'età di 10 e 11 anni.
In preparazione alla comunione, al principio del 1887 si recò presso le Suore Oblate dello Spirito Santo, fondate da suor Elena Guerra (beatificata nel 1959), per impararvi il catechismo. Come ella stessa narra nell'Autobiografia, quelli furono mesi di forte impatto spirituale; nel mese di giugno, due settimane prima della comunione, e precisamente a partire dal 6 giugno, partecipò al ritiro spirituale nel convento.

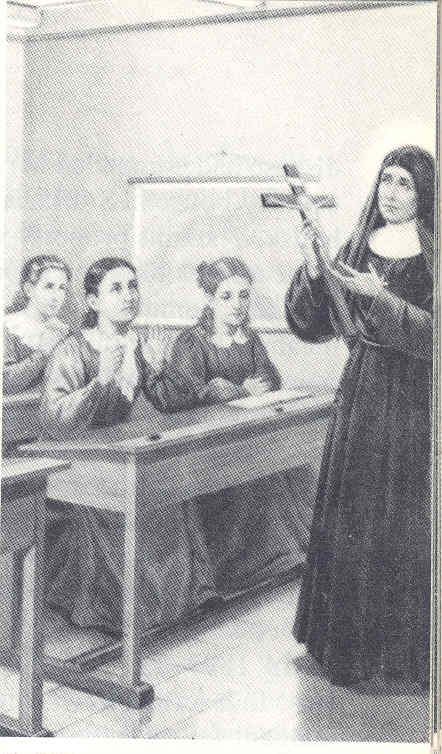
Gemma Galgani durante le lezioni della Beata Elena Guerra

Lì fondamentale fu l'incontro con Camilla Vagliensi, religiosa delle Oblate, che spesso le spiegava un brano del Vangelo e in particolare della Passione di Cristo che colpì talmente la fanciulla da causarle una forte febbre che la costrinse a letto per un giorno intero. La religiosa morì un anno dopo, nel 1888, Gemma difatti non la rivide durante gli studi presso l'Istituto. Durante il ritiro ebbe anche modo di conoscere Monsignor Giovanni Volpi che in seguito divenne suo confessore e guida spirituale.
Preparatasi spiritualmente all'evento, Gemma descrisse quei momenti come i più belli della sua vita, era il primo incontro con l'Eucaristia, sacramento al quale rimase sempre legata, tanto che Monsignor Volpi, divenuto suo direttore ordinario, le permise di riceverla tre volte la settimana, cosa non comune all'epoca. La prima comunione di Gemma avvenne il 17 giugno 1887, festa del Sacro Cuore di Gesù, nella cappella delle Zitine, rinnovata in maniera solenne nella sua parrocchia, San Frediano, il 19 dello stesso mese; una lapide all'ingresso della cappella di Santa Zita lo ricorda.
Nel 1889 cominciò a frequentare come studente l'Istituto delle Oblate dove strinse forti rapporti con la religiosa Giulia Sestini che, come suor Camilla prima di lei, cominciò ad invitarla all'approfondimento e alla meditazione dei dolori di Cristo durante la sua Passione, impartendole inoltre precetti per migliorare nell'umiltà e piccole penitenze. Il loro rapporto rimase saldo anche quando la giovane lasciò l'Istituto, pur rivedendosi poche volte. La religiosa stessa testimonia che Gemma, poco prima di morire, chiese di lei, seppur la notizia la raggiunse quando ella era ormai spirata.
Nel corso superiore la giovane Galgani fu anche alunna di suor Elena Guerra, che le insegnava italiano, francese, storia sacra e storia ecclesiastica e che, quando il padre cadde nel fallimento, dispensò la Galgani dalla mensile tassa scolastica. La Guerra descrisse in seguito la defunta discepola come "molto silenziosa e sempre obbediente". Da quel che ne sappiamo la fondatrice delle Oblate ebbe grande affetto per la giovane, non così due sue consorelle, suor Gesualda Petroni e suor Elisa Pieri, che non solo disprezzavano Gemma e la canzonavano giudicandola ipocrita, ma riuscirono perfino a ottenere che non fosse ammessa in convento, quando ella ne fece richiesta.

### Gli anni dolorosi
(Gemma Galgani)

#### La morte del fratello Gino
Dopo la residenza in via de' Borghi, dove si spense Aurelia Landi, la famiglia Galgani si trasferì dapprima in via degli Angeli n.5 e in seguito in via Streghi n.6 dove si consumò uno degli anni più dolorosi per la giovane lucchese: l'11 settembre del 1894 morì suo fratello Gino, di due anni più grande. Era seminarista presso San Michele in Foro e si spense a causa della tisi, come la madre, alla giovane età di diciotto anni.
Gemma era a lui molto affezionata, ella stessa lo testimonia nella sua Autobiografia. La morte del fratello segnò per lei un profondo crollo, tentò di ammalarsi utilizzando i suoi indumenti tanto che, dopo un mese, fu costretta a letto per il contagio. Guarita dopo circa tre mesi ma essendo ancora gravemente indebolita, le venne proibito di partecipare alle lezioni presso le Zitine, che si interruppero così al quarto anno di frequenza. Nonostante tutto ella si impegnò a seguire le lezioni presso le scuole religiose serali, dove nell'anno 1893-1894, conseguì il premio con medaglia d'oro per il suo speciale profitto nel catechismo religioso.

### Morte del padre e crisi finanziaria
La malattia della moglie, medici e medicine troppo costose, unite a prestiti poco accorti condussero ben presto Enrico al fallimento. Egli, assalito dai creditori, aveva già venduto il cottage di Santa Maria del Giudice nonché una delle case di Lucca, ma tutto ciò non bastava, si passò al sequestro dei beni mobili ed immobili, e i Galgani rimasero a dormire in uno stanzone totalmente vuoto avendo gli esecutori chiuso a chiave le camere da letto. Dovendo vivere grazie alla carità dei benefattori, Enrico e i suoi figli si diedero da fare per acquistare il necessario; Gemma in quel periodo cominciò a lavorare presso una scuola di taglio, in via Nuova. Allora abitavano in via San Giorgio, una casa non povera ma modesta.
Fu qui che l'11 novembre del 1897 Enrico Galgani si spense, colpito da un cancro alla gola. La situazione finanziaria divenne disperata, i creditori assaltarono l'abitazione del defunto portando via tutto ciò che rimaneva ai suoi orfani. Gemma stessa narrò in seguito: «Mi misero le mani in tasca e mi levarono quei cinque o sei soldi, palanche, che io avevo». Inaspettatamente, mentre i membri rimasti della famiglia cominciarono a disperarsi, la giovane rimase fredda e determinata, incoraggiando i fratelli a non arrendersi. Evidentemente il superamento della morte di Gino l'aveva aiutata a crescere interiormente.
Il giorno dopo la morte del padre, la sorella di questi, Carolina Galgani, moglie di Domenico Lencioni, commerciante di Camaiore, prese in affido l'allora diciannovenne Gemma e la tenne con sé poco meno di un anno. Qui, dove ella spesso si recava durante l'infanzia, trascorreva le giornate presso la merceria dello zio con i cugini Rosa e Luigi Bartelloni. Di fronte al negozio dello zio lavorava, in una farmacia, il giovane Romeo Dalle Lucche che, vedendo passare la graziosa Gemma ogni giorno per recarsi alla chiesa di Badia, se ne invaghì e cercò in tutti i modi di conquistarla avvalendosi dell'aiuto della domestica di famiglia Lencioni, Sandra Balsuani. Gemma, che aveva ormai scelto la vita religiosa, infastidita non solo dalle attenzioni del giovanotto ma soprattutto dalle dicerie del paese, dalle quali si sentiva parecchio contrariata, volle incontrare il suddetto Romeo presso l'orto della zia con una testimone:
«Il giovane andò subito a trovare Gemma nel luogo indicato. Io non assistei al colloquio perché andai dalla zia a raccontare l'accaduto; ma appena fatto questo, mi portai di nuovo nell'orto della Ghivizzona a prendere Gemma. Era già tutto finito; il giovane era già tornato in farmacia, e Gemma sempre accompagnata con la Ghivizzona, appena mi vide esclamò:" Hai visto se me l'ho levato d'intorno? Son tutta di Gesù e il pensiero e affetto è tutto, solo e sempre per Lui".»
Sorte di certo non migliore toccò al figlio del medico del paese, Girolamo Bertozzi, il quale ricevette di ritorno la lettera che aveva inviato allo zio per chiederla in sposa. Seccata da simili attenzioni, di fatto del tutto normali per una giovane della sua età, Gemma decise di abbandonare Camaiore e tornarsene a Lucca, presso la zia Elisa.

### La grave malattia

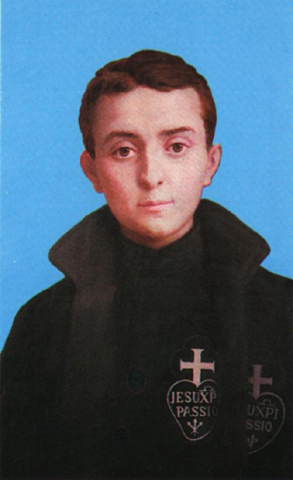
San Gabriele dell'Addolorata, al quale Gemma Galgani era molto devota

La miseria nella quale si trovavano costrinse i Galgani a trasferirsi nella zona popolare di via del Biscione (poi diventata via Santa Gemma Galgani) numero 31. Già a Camaiore la giovane cominciava ad avvertire dolori lancinanti ai reni che la costringevano a stare curva ma, tornata a Lucca, non aveva alcuna intenzione di farsi visitare dal medico. Fu costretta a farlo solo quando le gambe non la ressero più e rimasero paralizzate: era affetta da osteite delle vertebre lombari con successivo ascesso freddo agli inguini. Ma le sofferenze non erano terminate, un insopportabile dolore al capo rivelò anche un'otite media purulenta acuta con partecipazione della mastoide. Non poteva più ingerire nulla se non poco brodo o latte, era ormai priva di capelli, costretta a letto, prossima alla morte. Le furono somministrati gli ultimi sacramenti e il viatico ma era ancora cosciente, capiva bene ciò che i medici avevano dichiarato ai suoi familiari.
Durante il periodo d'infermità la giovane lucchese sarebbe entrata in contatto con l'allora defunto e venerabile Gabriele dell'Addolorata, la cui figura l'avrebbe accompagnata per tutta la vita. Fu la maestra Giulia Sestini, che parecchie volte passava a trovarla, a parlarle di lui; fu anch'essa che invitò Elisa Galgani a chiedere qualche immagine e reliquia del santo alla signora Cecilia Giannini presso la cui famiglia si era soliti accogliere i sacerdoti passionisti di passaggio. Dalla medesima signora ottenne anche una sua biografia che ella dapprima rifiutò di leggere, a causa dei ripetuti mal di testa, ma che in seguito amò molto, ammirando le sue virtù ed esempi. Questi, come ella narra nella relazione scritta a seguito della guarigione, le sarebbe apparso ripetute volte, pregando con lei che ne avrebbe avvertito la presenza corporea, nonché il calore delle mani e perfino l'alito sul viso.

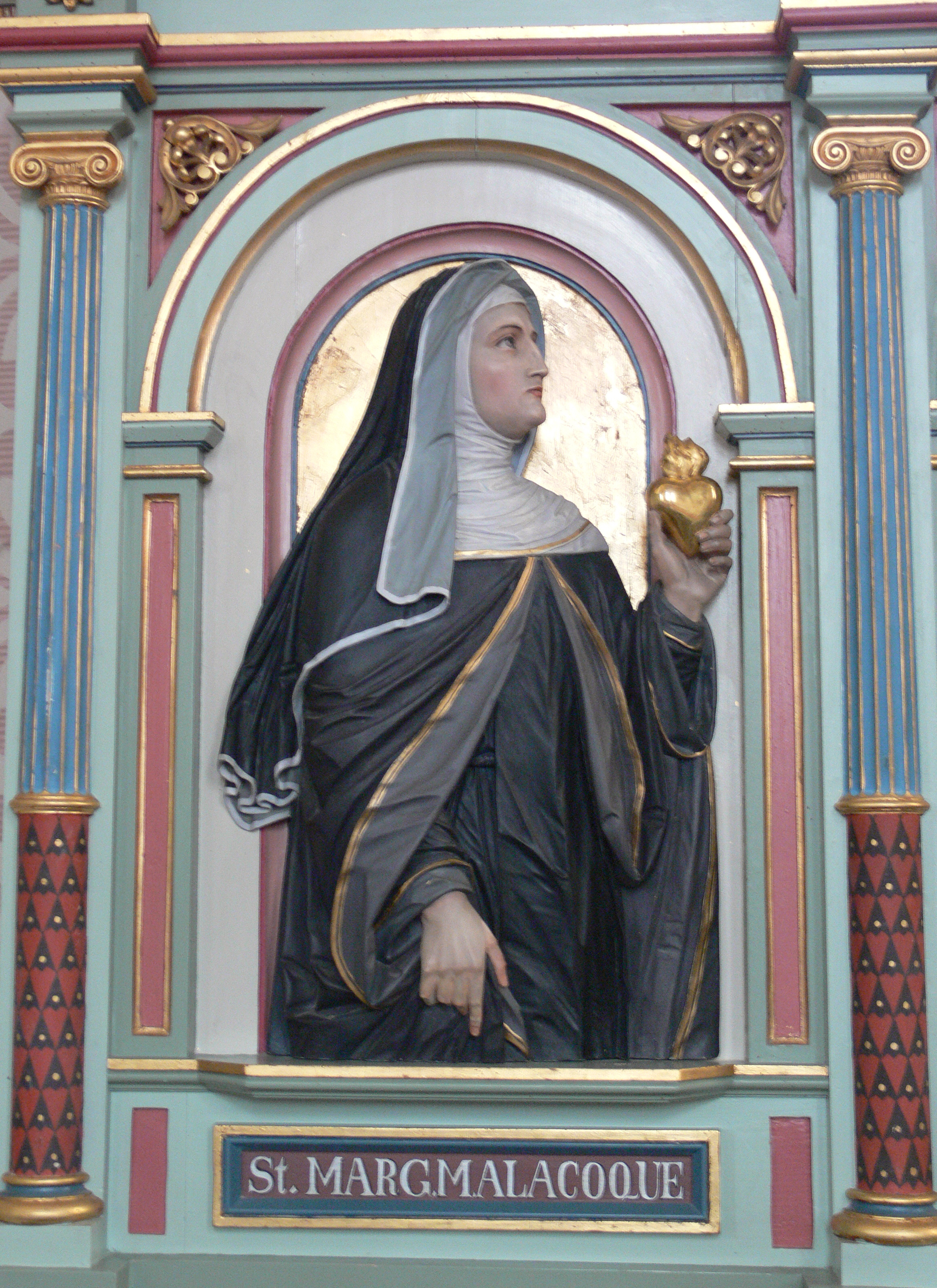
Margherita Maria Alacoque

Giulia Sestini, in accordo con il confessore di Gemma, Giovanni Volpi, le consiglia di fare una novena a santa Margherita Maria Alacoque (a quel tempo solo beata), novena che la giovane portò con fatica a termine, essendone spesso dimentica a causa della malattia e dello scoramento involontario. Mentre si accingeva a recitare la novena ella avvertì una "locuzione interiore" come quella avuta poco prima della morte della madre, che le chiedeva se volesse guarire. Ella rimase indifferente alla richiesta, non sapeva cosa fosse meglio per lei, se guarire o meno; la voce le promise che presto si sarebbe rialzata in salute, cosa che, misteriosamente, avvenne: Gemma si alzò da letto guarita, i medici rimasero meravigliati, e le fu ordinato di scrivere una relazione su ciò che aveva visto o avvertito in quei giorni.
Come desiderato, non appena guarita si recò presso il monastero delle Visitandine di Lucca, il 1º maggio 1899, per un corso di esercizi spirituali, desiderosa di entrare a far parte del loro ordine religioso, in riconoscenza a Margherita Alacoque, che di quell'ordine era membro, per la cui intercessione ella era guarita. Lì però non si trovò per nulla a suo agio: indicata dalle monache stesse, nonché da tutta la città, come la "ragazzina del miracolo", non aveva neppure la quiete per pregare. Ciò nonostante preferiva rimanere lì piuttosto che tornare a casa, sebbene questa vita fosse da lei ritenuta troppo comoda e poco confacente al suo spirito da penitente. Dovette presto dimenticare quei giorni poiché a causa della salute malferma e delle magre finanze della famiglia per assicurarle la dote venne costretta a tornare nel povero tugurio di via del Biscione.

### L'ospitalità dei Giannini

#### Primi incontri con la famiglia
In preparazione al Giubileo del 1900, per espresso comando di papa Leone XIII, predicarono alla cattedrale di San Martino, dal 25 giugno al 9 luglio 1899 un gruppo di padri Passionisti, che attirarono per tutto il corso degli esercizi spirituali parecchia gente. La Galgani in un primo momento preferì recarsi alle prediche del padre Molinari nella chiesetta delle Visitandine, solo in seguito decise di recarvisi e rimase meravigliata nel vedere i suddetti padri vestiti allo stesso modo di San Gabriele dell'Addolorata. Affascinata dalle loro prediche decise di parlare con uno di essi, Ignazio Vacchi, con il quale però non riuscì ad aprirsi; si rivolse dunque al padre Gaetano Guidi che l'ascoltò più volte con piacere. Fu il medesimo che le permise di fare per la prima volta i tre voti di povertà, castità e obbedienza, dal 5 luglio all'8 settembre, e di rinnovarli in seguito.
(Gemma Galgani)

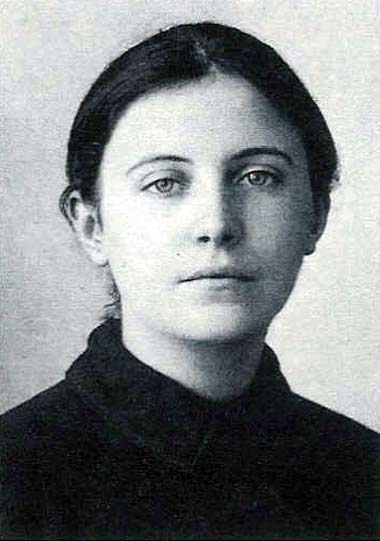
Santa Gemma

Fu in quel periodo che Gemma conobbe l'anziana Cecilia Giannini, sorella del farmacista Matteo Giannini, con la cui numerosa famiglia (moglie e dodici figli, nonché precettore e tre servitori), ella abitava. Le due si conobbero durante il mese di giugno nella chiesa delle Visitandine, fu l'amica Palmira Valentini a presentarle, la signora Cecilia, che conosceva la giovane come la "ragazzina del miracolo" la invitò a casa per farsi raccontare l'avvenimento. Rimase parecchio colpita da quella giovane, così riservata e silenziosa, da affezionarsi subito a lei. Il rapporto si intensificò solo in seguito grazie allo stesso padre Gaetano che ben conosceva la famiglia Giannini, essendo essi soliti ospitare i Passionisti durante le loro missioni.
Gemma cominciò a frequentare casa Giannini, sita in via del Seminario n.6, e tutti, soprattutto i bambini, cominciarono ad affezionarsi a lei, finché la signora Cecilia non chiese alle zie di poterla ospitare stabilmente. Divenne allora per i Giannini un nuovo membro della famiglia, passò con essi gli anni più significativi della sua breve esistenza, dando esempio di fede cui rimase attratta in modo particolare Eufemia Gemma Giannini. D'altronde i Galgani sopravvissuti erano ormai divisi fra loro, Ettore era partito per l'America, Guido aveva cominciato a lavorare in ospedale mentre gli altri erano sempre più indeboliti per le infermità che flagellarono fino alla fine la famiglia della santa.

#### Gli anni in casa Giannini

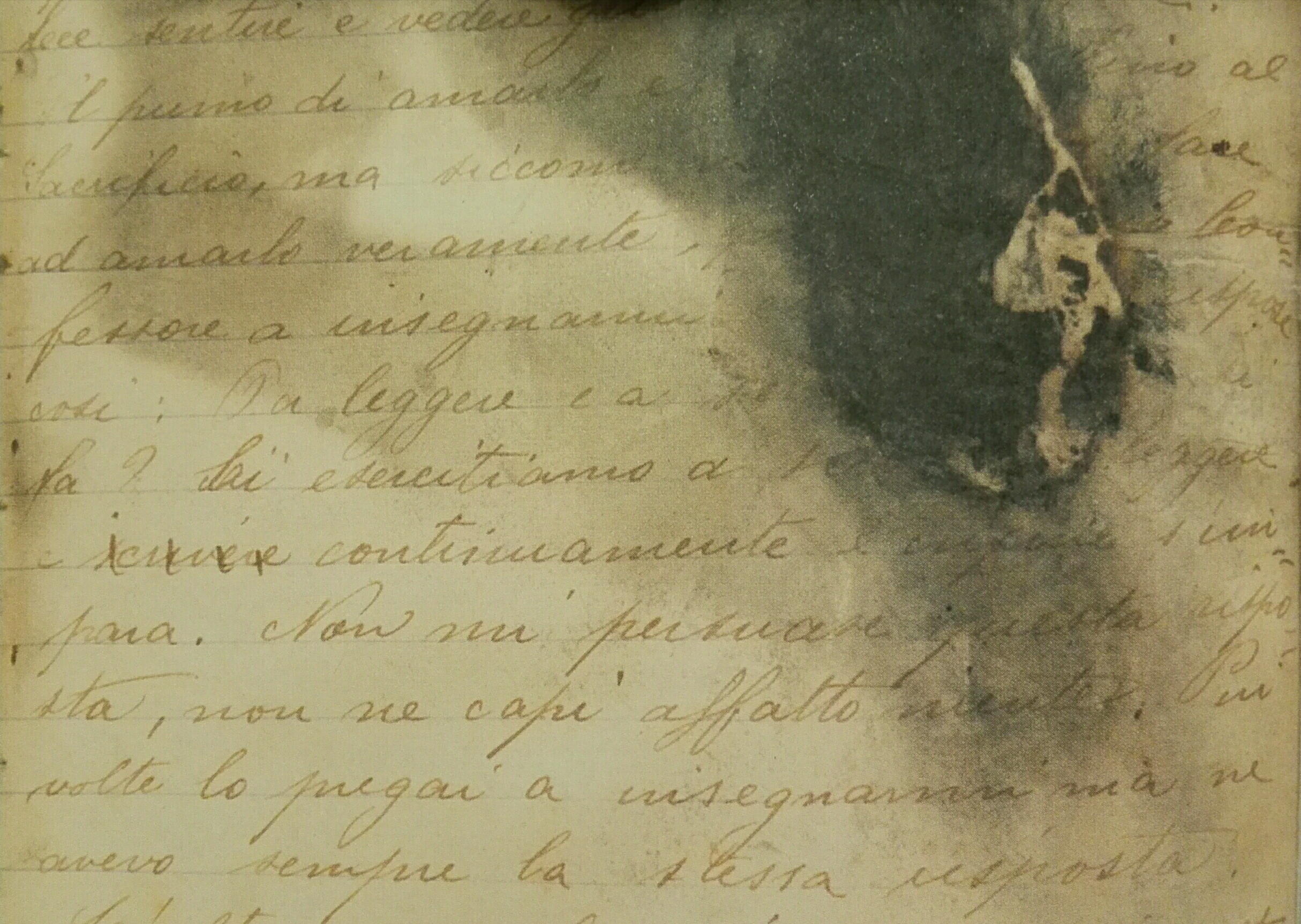
Particolare di una pagina dell'autobiografia di Santa Gemma Galgani, con le bruciature del demonio

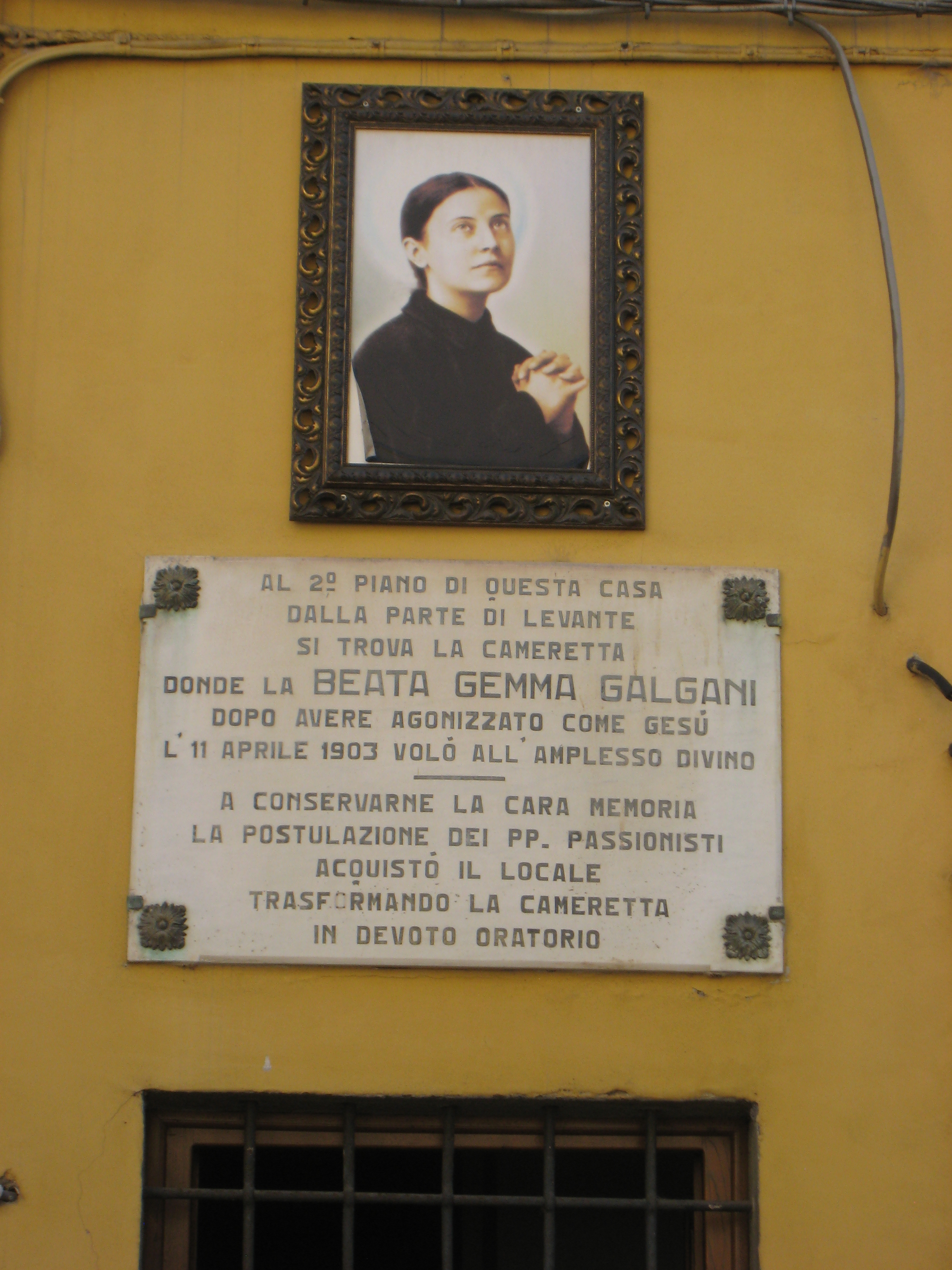
Un ritratto e una lapide sono posti a Lucca all'ingresso della casa ove visse e morì la Santa.

In quegli anni conobbe padre Germano Ruoppolo, prete di austera vocazione passionista, che diventerà sacerdote confessore di Gemma nonché suo padre spirituale. Per ordine di quest'ultimo, Gemma scrive tra il febbraio e il maggio 1901 la sua autobiografia, Il quaderno dei miei peccati.
In questo periodo Gemma frequenta assiduamente la chiesa di Santa Maria della Rosa, sita in Lucca in via della Rosa. Essa soleva sedersi sullo scranno adiacente all'ingresso della chiesa, scranno ancora visibile. In questa chiesa Gemma viene ricordata ogni anno nell'anniversario della sua precoce morte.
È di questo periodo, in cui Gemma Galgani dice di lottare contro il demonio che le lascerebbe sul corpo ferite e contusioni, "Il quaderno dei peccati": la tradizione vuole che alcune bruciature presenti sulle pagine siano attribuibili al diavolo stesso. Quest'autobiografia era infatti odiata da Satana perché esso vedeva il bene che avrebbe potuto fare alle anime.
Nel 1902 Gemma afferma di essere stata informata da Gesù, durante un colloquio estatico, della volontà dello stesso di fondare un convento in Lucca di suore passioniste, ed ella inizia a dedicare ogni suo sforzo per la fondazione del monastero, che però avverrà solo pochi mesi dopo la sua morte.
Il periodo della Pentecoste del 1902 vide peggiorare la salute di Gemma Galgani. Il 21 settembre 1902 si ammalò gravemente di tubercolosi. Nell'agonia Gemma disse di affrontare un'estasi dolorosa la notte del Venerdì Santo, per poi morire intorno alle 13:30 dell'11 aprile 1903, Sabato Santo. Aveva solo 25 anni.
Il suo corpo viene rivestito con l'abito Passionista, l'ordine in cui ella avrebbe voluto entrare. Le sue spoglie sono conservate nel monastero delle suore Passioniste di Lucca.
(Gemma Galgani)

## Culto
Il 2 ottobre 1903 San Pio X firma il decreto di fondazione del Monastero Passionista di Lucca; le prime suore arrivano al convento nel 1905.
Nel 1907 padre Germano scrive la prima biografia di Gemma Galgani.
Nel 1917 inizia il processo canonico per il riconoscimento della santità di Gemma Galgani; il 14 maggio 1933 avviene la beatificazione.
Nello stesso giorno, nel piccolo paese di Lappano, in provincia di Cosenza, la piccola Elisa Scarpelli viene guarita da una piaga purulenta al volto (lupus vulgaris, aggravato da adenite ulcerosa), con la sola applicazione di una immaginetta della Beata Gemma.
Due anni dopo, la sera del 30 maggio 1935, nello stesso paese e nella stessa famiglia, avviene il secondo miracolo, con la guarigione miracolosa e istantanea di Natale Scarpelli, da tempo affetto da una gravissima forma di ulcera varicosa alla gamba.
Intermediaria nelle due guarigioni miracolose è la mistica passionista lappanese Maria Scarpelli (cugina di Elisa, la prima miracolata, e figlia di Natale, il secondo), figlia spirituale di Mons. Eugenio Raffaele Faggiano, che, dopo aver fatto di Gemma il suo esempio di vita ascetico/mistica, s'era adoperata in ogni modo per diffonderne il culto.
Pertanto, Gemma Galgani viene canonizzata il 2 maggio 1940 da Pio XII che la definisce la "stella" del suo pontificato. Durante la sua vita, la santa era solita recitare le Tre Ave Maria in onore dell'Immacolata Concezione, mettendo le mani sotto alle ginocchia.
Il culto di Santa Gemma ha dato vita alla Congregazione Missionaria delle Sorelle di Santa Gemma, inserito nella Congregazione passionista.

### Esperienze mistiche
Alcune delle esperienze mistiche attribuite dalla tradizione devozionale a Gemma durante le sue estasi:
- sudore di sangue
- incoronazione di spine
- flagellazione
- sbocchi di sangue
- insulti, sputi e derisione (da parte del demonio)
- la crocifissione

Santa Gemma aveva un dubbio: molte volte, durante le presunte apparizioni dell'angelo, temeva che fosse il diavolo sotto l'aspetto di un angelo e per questo motivo si consigliò col suo padre spirituale (padre Germano), che le disse: "Fai così, quando vedi l'angelo, gli sputi, e vedi come reagisce". Lei, la volta successiva, fece come aveva suggerito padre Germano, e sul pavimento sarebbe apparsa una rosa bianca, con sopra scritte delle lettere dorate che dicevano testualmente "Per amore tutto si riceve".
Padre Germano, tredici giorni dopo la morte di Gemma, fece eseguire un'autopsia: quando aprirono il costato di Gemma, apparve il cuore e quando lo incisero uscì sangue vivo che scorreva sul tavolo operatorio, con sorpresa di tutti. È stata proclamata santa nel 1940 da papa Pio XII in virtù delle guarigioni miracolose che le sono state attribuite, e l'autenticità delle sue stigmate è stata riconosciuta dalla Chiesa cattolica.

#### Le stigmate
Gemma Galgani scrive nel suo diario di aver vissuto le prime esperienze mistiche nel 1899, dopo aver fatto voto di castità.
L'8 giugno dello stesso anno sulle mani, i piedi e il costato sarebbero comparsi i segni delle stigmate: Gemma diceva di cadere in un'estasi dolorosa ogni giovedì, iniziando a sanguinare copiosamente fino al sabato mattina, quando le ferite si richiudevano da sole, lasciando solo dei piccoli segni.
Di tale "arcano fenomeno", come fu definito da Pio XII nella bolla di canonizzazione, dubitò il suo confessore, mons. Giovanni Volpi, il quale, dopo aver consultato il dottor Pietro Pfanner, ritenne che i "fenomeni straordinari" legati alla figura di Gemma Galgani fossero dovuti a isteria. Ma monsignor Volpi, in seguito, sostenne di aver commesso un errore.

#### La Testimonianza di Suor Gesualda (Adelaide dei conti Sardi)
Mesi or sono, stretta al muro, e, quasi o senza quasi, costretta a metter mano a questa biografia, mi rivolsi a Gemma e le dissi: «Se vuoi quest'ossequio da me, fatti amare». Come per incanto, la mia avversione cedette, cambiandosi in amore ardentissimo, e ciò prima ancora di leggerne la vita. Poi mi misi a leggerla, e fin dalle prime pagine la dolce ed eroica figura di Gemma ne balzò fuori bella, luminosa, santa. Rimasi stupita di una virtù così eroica, così costante, così sublime. Sentii pena di non avere la capacità per trattar Gemma quale contemplativa, con la dottrina dei mistici alla mano, e mi limitai a scrivere queste poche pagine, nelle quali avrei voluto mettere tutto il mio amore per riparare con esse le mie incredulità e contrarietà passate: sentite in me o comunicate agli altri. Questo mio istantaneo mutamento di cuore mi portò a non più sopportare e neppure a comprendere i contraddittori di Gemma e a desiderare ardentemente che Dio cambiasse il loro cuore come cambiò il mio, e concedesse presto la beatificazione di questa santa creatura. Questa la confessione, questa la relazione di una vera grazia, per comprendere la portata della quale bisognerebbe poter leggere nel mio cuore e averne provato i sentimenti.»
(Suor Gesualda dello Spirito Santo, Gemma Galgani. Un fiore di passione della città del Volto Santo, Pia Società S. Paolo, Alba-Roma 1930, 9-11)

### Scritti della Santa
- Lettere di S. Gemma Galgani, Roma, Edizioni Postulazione dei Padri Passionisti 1941
- Estasi - Diario - Autobiografia - Scritti vari di Santa Gemma Galgani, Roma, Edizioni Postulazione dei Padri Passionisti 1997
- Gabriele Pollice, Gesù solo - Raccolta di lettere e scritti vari, Roma, Città Nuova Editrice, 1978
- Cornelio Fabro, Breviario d'amore: alla luce e all'ombra della Croce, Teramo, Editoriale Eco 1998
- Sola con Gesù solo. 100 pagine di Gemma Galgani, a cura di B. Pierfederici, Roma, Città Nuova Editrice, 2006. ISBN 88-311-4267-4

### Biografie e studi
- Enrico Zoffoli, La povera Gemma, Roma, Edizioni «Il Crocifisso» 1957 2º edizione
- Benvenuto Matteucci, Pensieri di Santa Gemma e meditazioni, Lucca, Edizioni Monastero-Santuario «Santa Gemma», 1961
- Autori vari, Mistica e misticismo oggi - Atti della Settimana di studio di Lucca 1978, Roma, Edizioni CIPI
- Maria Luisa Brasile Gemma Galgani - Una vita, una Santa, Lucca, Edizioni Monastero-Santuario «Santa Gemma», 1978
- Athos Carrara, Gemma Galgani, Firenze, Libreria Editrice Fiorentina, 1978
- Carmelo Naselli, Sorella mia, Teramo, Editoriale Eco, 1978
- Jean-François Villepelée, La follia della croce: Gemma Galgani, Roma, Città Nuova Editrice, 1983
- Giuliano Agresti, Gemma Galgani: Ritratto di una «espropriata», Roma, Città Nuova Editrice, 1986
- Madre Beatrice della Corona di spine, A lover of the Cross - Santa Gemma Galgani, Lucca, Edizioni Monastero-Santuario «Santa Gemma», ristampa 1986
- Piergiovanni Bonardi, Santa Gemma Galgani con l'Amore crocifisso, Teramo, Editoriale Eco, 1986
- Cornelio Fabro, Gemma Galgani testimone del soprannaturale, Roma, Editrice CIPI, 1989
- Enrico Zoffoli, Santa Gemma Galgani (cenni biografici), Lucca, Edizioni Monastero Santuario «Santa Gemma», 1990
- Gaetano Meaolo, Il Magnificat di Gemma, Lucca, Edizioni Monastero- Santuario «Santa Gemma», Passioniste, 1991
- Germano Ruppolo, Santa Gemma Galgani, Roma, Edizioni Postulazione dei Padri Passionisti, ristampa 1992
- Tito Paolo Zecca, In Croce ma col sorriso, Milano, Edizioni Paoline, 1996
- Suor Gesualda, Santa Gemma Galgani, Milano, Edizioni San Paolo, 15ª edizione 1997
- Tito Paolo Zecca, Così lontani così vicini, Milano, Edizioni Paoline, 1998
- François-Marie Léthel, Una grazia grandissima: le stigmate di Santa Gemma Galgani, Lucca, Edizioni Monaero-Santuario «Santa Gemma», 2000
- Giuseppe Esposito e Silvana Consiglio, Mistica e personalità in Gemma Galgani, Siena, Cantagalli, 2003
- Bruno Moriconi e Armida Pezzini, Oltre la solitudine. Il messaggio di Gemma Galgani, Roma, Città Nuova Editrice, 2004
- Tito Paolo Zecca, Gemma Galgani, Milano, Edizioni Paoline, 2005
- Giuseppe Di Luca, Santa Gemma Galgani, Gorle (Bg), Editrice VELAR, 2010, ISBN 978-88-01-04441-6.
- Philippe Plet, Santa Gemma Galgani, 15 meditazioni, Edizioni Gribaudi, 2010.
- Giuseppe Esposito e Silvana Consiglio, Gemma Galgani. Attaccamento e mistica, Amazon, 2016
- (FR)  Hervé Roullet, Gemma Galgani, Hervé Roullet, Dif. AVM Diffusion, Paray-le-Monial, France, 2020, ISBN 978-2-9563-1373-1.